# Just Justice
Just Justice ist ein Musikalbum des Trios Jones Jones, bestehend aus Larry Ochs, Mark Dresser und Vladimir Tarasov. Die am 16. Januar 2020 im Studio B der University of San Diego entstandenen Aufnahmen erschienen am 17. Juni 2022 auf ESP-Disk.

## Hintergrund
Just Justice ist das vierte Album des Improvisationstrios Jones Jones, das der Saxophonist Larry Ochs mit dem Bassisten Mark Dresser und dem Schlagzeuger Vladimir Tarasov Ende der 2000er-Jahre gebildet hatte. 2009 erschien ihr erstes Album We All Feel the Same Way, gefolgt von The Moscow Improvisations (Not Two Records, 2016) und A Jones in Time Saves Nine, erschienen 2018 auf NoBusiness Records.

## Titelliste
- Jones Jones: Just Justice (ESP 5072)[1]

1. Articulating Jones 2:44
2. Bali Hai Jones 9:23
3. Call of the Jones 6:29
4. Jones in the Sonar System 5:37
5. Jones Free Jones 4:59
6. RBG Jones 6:00
7. The Further Adventures of Ms. Microtonal Jones 6:56
8. And His Sisters Called Him Jones 6:37

Die Kompositionen stammen von Larry Ochs, Mark Dresser und Vladimir Tarasov.

## Rezeption
Alle von den Musikern eingesetzten erweiterten Techniken würden der narrativen Projektion dieser acht Gruppenimprovisationen dienen, urteilte Ken Waxman in seiner Besprechung von Just Justice (JazzWord). Auch die Stimmung jedes der drei Bässe von Dresser verleihe vielen Tracks jeweils ein anderes und individuelles Feeling. Beispielsweise würden sich die engen, kompakten Striche in „Bali Hai Jones“, die mit musternden Trommelbewegungen und Zungenflattern verbunden sind und mit Sul-Tasto-Swingen enden, stark von den anschwellenden linearen Strichen in „The Further Adventures of Ms. Microtonal Jones“ unterscheiden. Dieser metrische Druck ermutige das kreischende Sopranino-Saxophon-Schrillen von Ochs. Und beide Töne ließen sich leicht von den dunklen Saitenschlägen unterscheiden, die sich mit Tarasovs Donnerschlag in „Jones in the Sonar System“ verbinden würden, wobei das Metallhämmern des Schlagzeugers dann den Grund für Ochs‘ schrilles Hupen und Dressers anschließende knifflige hohe Töne bilde. Tarasov passe nicht nur voll und ganz in die Leistung der anderen beiden, sondern entwickle auch seinen eigenen Ausdruck, so Waxman weiter. Er stelle seine vielfältigen Fähigkeiten als kooperativer Solist und Partner unter Beweis, dessen Perkussions-Agilität jede Situation bereichere.